# Stepa Stepanović
Stepan "Stepa" Stepanović (en serbio: Степан Степа Степановић, stɛ̌ːpa stɛpǎːnoʋitɕ; 28 de febrerojul./ 11 de marzo de 1856greg.-29 de abril de 1929) fue un militar serbio que participó en la guerra serbo-otomana, la serbo-búlgara, las guerras balcánicas y la Primera Guerra Mundial. Ingresó en el Ejército serbio en 1874 y tuvo su bautismo de fuego con los otomanos, en 1876. Fue ascendiendo en el escalafón y en 1885 tomó parte en el conflicto con Bulgaria. En abril de 1908 asumió el puesto de ministro de Defensa y como tal aplicó ciertas reformas a las Fuerzas Armadas.
Stepanović tuvo mando operativo en las guerras balcánicas y estuvo al frente del 2.º Ejército serbio durante la Primera Guerra Mundial. Tras la batalla de Cer, fue ascendido a mariscal de campo de segunda clase. Falleció en Čačak el 29 de abril de 1929.

## Infancia y educación

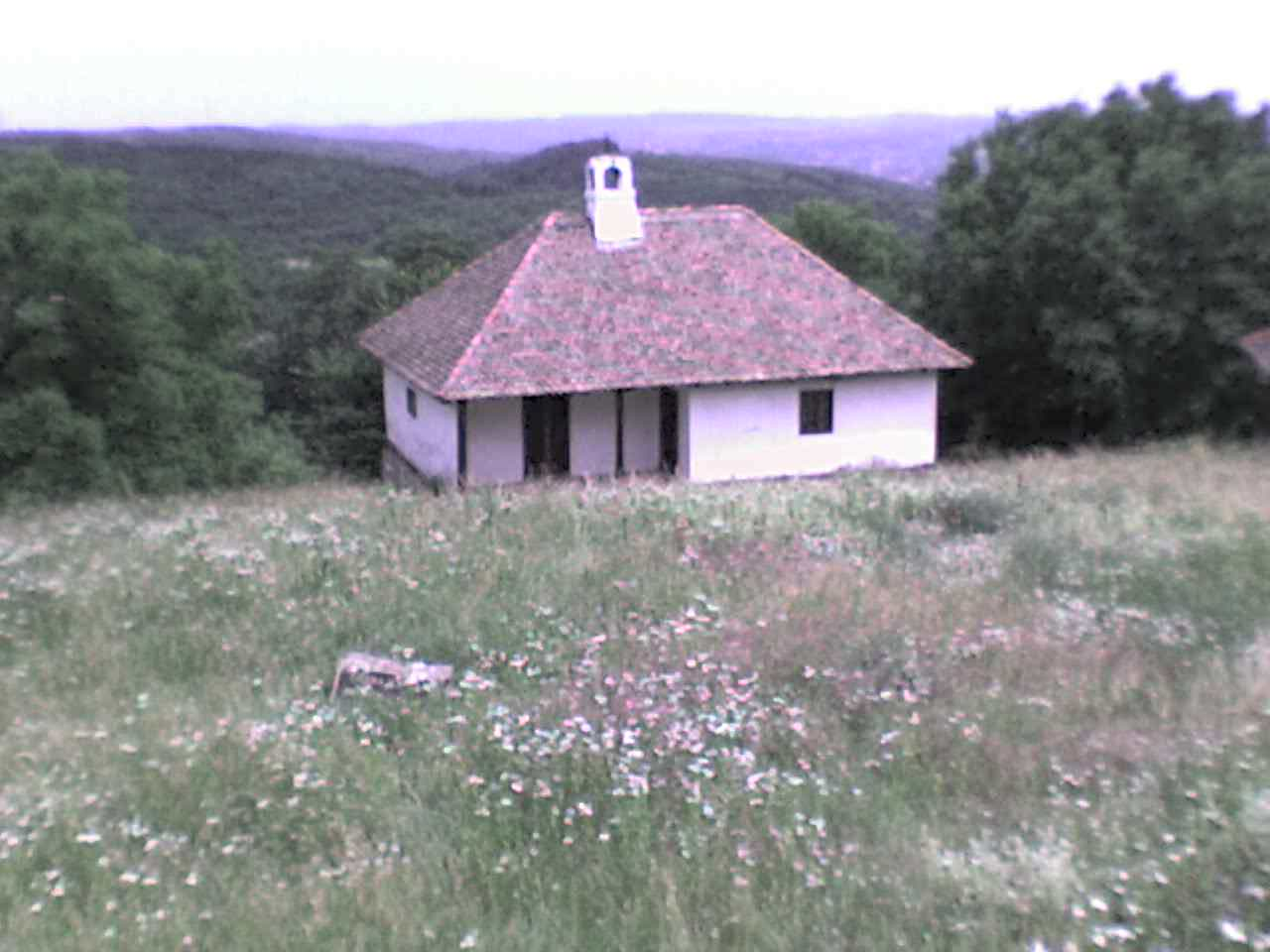
La casa natal de Stepanović en Kumodraž.

Stepan «Stepa» Stepanović nació el 28 de febrero de 1856 en el pueblo de Kumodraž, cerca de Belgrado. Era el cuadro hijo —el tercero varón— de Iván y Radojka Stepanović (cuyo apellido de soltera era Nikolić). A Stepanović se lo llamó Stepan en honor a su abuelo, del que provenía el apellido de la familia. Hay dos teoría sobre el origen de esta: la primera afirma que los antepasados de Stepanovic, que llevaban el apellido Živanović, provenían de Bosnia y Lika; la segunda, indica que los antepasados familiares eran de la comarca de Leskovac y Pirot y habían cambiado de residencia durante las grandes migraciones serbias.
Las tareas domésticas dejaban a la madre de Stepan poco tiempo para ocuparse del niño, por lo que este se crio con su abuela paterna. Antes de asistir a la escuela primaria, trabajaba ya cuidando del ganado, lo que le acarreó un grave accidente con un toro. Stepanović completó los tres años de educación básica en Kumodraž y marchó luego a cursar la secundaria en un gimnasio ubicado en la mansión del capitán Miša, en Belgrado. Para poder pagarse los estudios, tuvo que servir en las casas de las familias acomodadas de la capital. Obtuvo buenas notas en todos los cursos que realizó en Belgrado. En septiembre de 1874, Stepanović se apuntó a la decimoprimera clase escuela de artillería, sita en la capital, en vez de cursar el sexto año de secundaria. Merced a haber cursado los cinco años anteriores en el gimnasio, no tuvo que presentarse al examen de ingreso. Su clase contaba con veinte nueve alumnos, cadetes de la academia.
Por entonces la escuela de artillería hacía gran hincapié en las materias técnicas, entre ellas las matemáticas, para las que Stepanović no estaba dotado. Tampoco se le daban bien los idiomas, aunque llegó a leer el ruso y el francés. Tras el comienzo del levantamiento de Herzegovina de 1875-78, el principado de Serbia se aprestó a enfrentarse al Imperio otomano y la escuela de artillería implantó un nuevo curso de prácticas. En septiembre de 1875, Stepanović y sus compañeros recibieron el grado de cabo. Tras aprobar el correspondiente examen, ascendió a sargento en mayo de 1876. En junio de ese mismo año, estalló la guerra serbo-otomana, en la que el grueso de las fuerzas del imperio eran albaneses de Kosovo. Stepanović y toda su clase fueron ascendidos a sargentos primeros y enviados al frente.

## La guerras serbo-otomanas
Stepanović llegó a Kragujevac el 14 de mayo de 1876. Allí se lo nombró oficial de día en el cuartel general de la División Šumadija, que mandaba el coronel Ljubomir Uzun-Mirković, a cuyas órdenes quedó Stepanović. La división formaba el núcleo del Ejército del Moravia, pero tras un cambio de los planes militares serbios, se dividió en varios grupos. A Stepanović lo asignaron al que encabezó Uzun-Mirković, que debía colaborar con el Ejército de Knjaževac en la conquista de Babina Glava y Bela Palanka para cerrar el paso a los refuerzos que los otomanos pudiesen tratar de enviar a Niš. Las fuerzas serbias se apoderaron de Babina Glava y en su informe Uzun-Mirković mencionó a Stepanović, definiéndolo como muy ágil y buen jinete. Poco después los otomanos realizaron un contraataque contra la agrupación de Uzun-Mirković, que tuvo que replegarse a Pandrilo. El enemigo atacó esta localidad el 19 de julio, en la que se libró una batalla en la que descolló Stepanović. El que luchase hombro con hombro con la tropa animó a esta y coadyuvó a que los serbios se alzasen con la victoria en el choque. Esta experiencia marcó a Stepanović, que en otras ocasiones empleó la misma táctica de para mejorar la moral de los soldados.
Tras la caída de Knjaževac, Stepanović y su grupo se trasladaron de Deligrad a Sokobanja para impedir que los otomanos alcanzasen el valle del Morava meridional. En Sokobanja se realizó una reorganización de la unidades serbias y se formó el IV Cuerpo de Ejército, que quedó a cargo del coronel Đura Horvatić. Stepanović se integró en esta nueva unidad.
El IV Cuerpo de Ejército atravesó Kurilovo y llegó a Vinik, donde acometió al enemigo. Luego continuó hasta Deligrad, adonde llegó el 7 de septiembre. El día 11 del mes, chocó con unidades otomanas cerca de Krevet, pero la lid acabó sin claro vencedor.
El 1 de noviembre se declaró el armisticio. El 1 de diciembre, a Stepanović se le premió con la Medalla de Oro al Valor y se le ascendió al grado de teniente segundo. El 13 de febrero de 1877, se le encomendó el mando de la 3.ª Compañía del 3.er Batallón del Ejército serbio. Posteriormente, Stepanović participó en la conquista de Pirot. A las órdenes del general Jovan Belimarković, Stepanović y sus trescientos hombres atacaron el flanco izquierdo en Nišor, uno de los dos puntos fortificados por los otomanos en Pirot. Entre el 26 y el 27 de septiembre, la compañía rodeó Nišor sin ser detectada por el enemigo y se apoderó de Mali vrh. La mañana del día 27, cuando comenzó el principal asalto serbio a la localidad, la unidad de Stepanović empezó a disparar a los defensores de Nišor, a los que confundió el doble ataque del enemigo. Tras la conquista de Pirot, uno de los soldados de Stepanović afirmó: «Si no me equivoco, nuestra acción resultó decisiva para desbaratar las defensas de Nišor y selló la suerte de Pirot». Stepanović recibió por ello la Orden de San Svetislav de tercera clase con cinta y espadas, la condecoración favorita de toda su carrera, ya que pensaba que había sido el primero en penetrar en las trincheras otomanas en el asalto a Nišor.

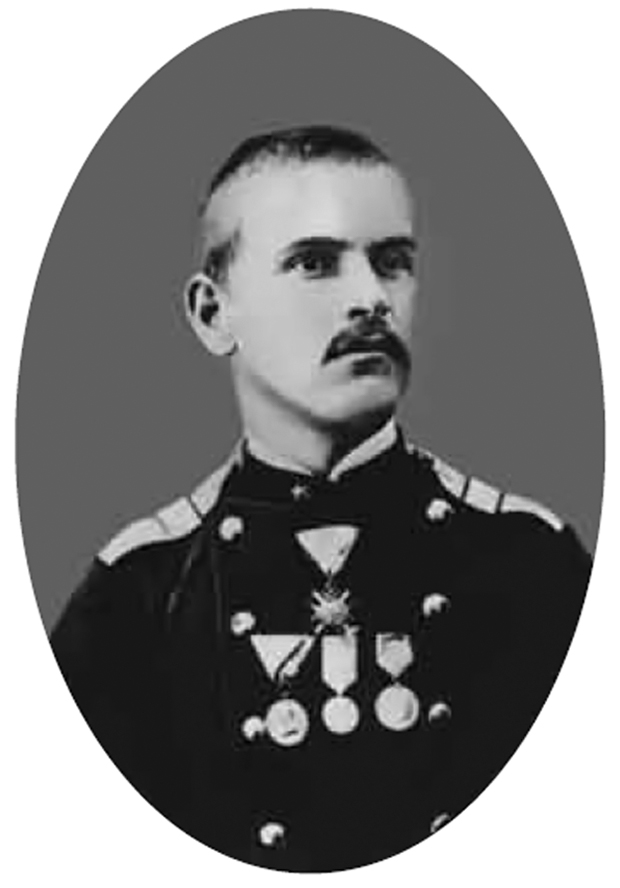
Retrato de Stepanović el año que asistía al primer curso en la escuela de artillería.

El 3 de diciembre, el Cuerpo de Šumadija avanzó desde Pirot hacia Niš en dos escalones. Durante el avance, Stepanović mandó medio batallón de infantería y algunas unidades de caballería que atravesó la escabrosa montaña de Suva Planina. Stepanović no sufrió bajas en la marcha llegó a su destino con la unidad lista para entrar en combate; posteriormente afirmó que el atravesar la montaña le había resultado la maniobra más dura de toda la guerra.
El 23 de enero de 1878, el alto mando serbio ordenó a la División Šumadija que se apoderase de Vranje. La unidad expulsó a los otomanos de Poljanica y los derrotó el desfiladero de Grdelička. El día 25, Stepanović asumió el mando de una unidad de voluntarios que se encargó de armar a la población civil de Poljanica. En la batalla por el control de Vranje que se disputó varios días después, Stepanović acometió las posiciones otomanas en Devotin desde el norte.

## Periodo entre guerras
Cuando terminó el conflicto, Stepanović continuó con sus estudios militares en la Academia Militar de Belgraro, que completó en 1880. En septiembre de ese año, solicitó que lo trasladasen a Kragujevac. En esta localidad, asumió el mando de la 2.ª Compañía del 3.er Batallón del Ejército. En octubre, pasó a mandar la 1.ª Compañía del mismo batallón.
En Kragujevac, Stepanović conoció a la que luego fue su esposa, Jelena, hija del alcalde de la ciudad, Velislav Milanović. La desposó el 25 de julio de 1881. El primer vástago de la pareja, Milica, nació el 21 de abril de 1882. Al año siguiente nació la segunda hija, Danica. Las dos hijas de Stepanović acabaron casándose con militares: Milica desposó al teniente segundo Krsta Dragomirović y Danica al capitán Jovica Jovičić, que más tarde ascendió a general de división.
En la primera evaluación del desempeño de Stepanović, que data del último trimestre de 1880, la comisión militar encargada de ello lo describió así:

Aprensivo. Muestra talento en general y destaca en historia del pueblo serbio. Decidido y arrojado, tiene genio vivo. Rápido de comprensión, es diligente y eficaz. Sano, fuerte, ágil y capaz para el servicio de campo. Buen tirador, jinete y nadador. En caso de necesidad puede mandar una compañía, cuenta con conocimientos y es capaz de impartirlos a sus subordinados. Cumple bien con el reglamento en el resto de aspectos: bueno en administración y en gestión de fondos. Industrioso. Es estricto y recto con los más jóvenes, gregario con sus iguales y con sus superiores muy amable y considerado.

El 1 de septiembre de 1882, ascendió a teniente de infantería y se le asignó el mando de la tropas acantonadas en Užice, que mantivo hasta el 13 de febrero de 1883, momento en el que regresó a Kragujevac. A su vuelta a esta, se lo nombró ayudante del jefe del Regimiento de Infantería de Šumadija. Ese mismo año, el Gobierno declaró obligatoria la instrucción militar en los gimnasios del país. Debido a ello, Stepanović comenzó a dar clases como instructor en el primer gimnasio de Kragujevac, puesto que mantuvo hasta 1886.

## Guerra serbo-búlgara (1885)
En la batalla de Slivnitsa, Stepanović manó la 1.ª Compañía del 2.º Batallón de la División Šumadija. Su unidad atacó el pueblo de Vrapče y obligó al enemigo a retroceder. En un informe que Stepanović envió al jefe del 12.º Regimiento, se percibe la falta de coordinación que existía entre las divisiones, regimientos y batallones del Ejército.
Varios días después, Stepanović recibió el mando del 1.er Batallón del 12.º Regimiento y, en colaboración con otra unidad, acometió el debilitado centro de la línea búlgara en Slivnitsa. Los búlgaros se retiraron de la zona y permitieron a los serbios apoderarse del pueblo de Aldomirovtsi y su comarca. En su informe sobre la operación, Stepanović consignó: «La tropa se ha comportado excelentemente en estos combates en los que han tenido que atravesar terreno sin protección del fuego enemigo. El desempeño de los oficiales ha sido satisfactorio, tanto en lo que respecta a su valentía como a su capacidad de mando«.
Como las fuerzas serbias estaban teniendo que retroceder en Bulgaria, el rey Milan ordenó finalmente una retirada general del ejército hacia Pirot el 19 de noviembre. Tres días después, unidades búlgaras atacaron esta en Neškov. El 12.º Regimiento de Stepanović tuvo que replegarse.

## Ascensos
Al concluir la guerra serbo-búlgara, Stepanović volvió a Kragujevac, donde permaneció hasta noviembre de November 1886. En Kragujevac mandó una compañía del 10 Regimiento. A finales de 1886, fue ascendido a capitán de segundo grado. Del 22 de noviembre de 1886 al 22 de octubre de 1888, sirvió de alférez en el Estado Mayor. La comisión del Estado Mayor encargada de evaluar su desempeño acordó a finales de 1888 que podía presentarse al examen para ascender a capitán de primer grado.
En marzo de 1889, Stepanović solicitó presentarse al examen, que realizó entre el 2 y el 6 de abril. La parte práctica del examen no tuvo que hacerla dado su buen desempeño del periodo de prácticas en el Estado Mayor. Poco antes de realizar el examen, se lo nombró jefe de la zona de la División del Drina. Tras aprobarlo, se mudó a Valjevo. El 17 de abril de 1889, recibió el ascenso a capitán de primer grado.
Del 29 de marzo al 15 de abril de 1892, Stepanović se presentó al examen para ascender a mayor, junto con Milutin Milanović y Živojin Mišić. Tras aprobarlo, se le entregó el mando del 5.º Batallón acuartelado en Požega el 13 de septiembre; el ascenso lo recibió el 8 de mayo del año siguiente. El 14 de agosto regresó a Valjevo para retomar el mando de la región militar del Drina. El 20 de octubre de 1895, se lo trasladó a Belgrado. Permaneció en la capital cinco meses, como jefe del 7.º Batallón. También dio algunas clases de historia militar en la academia militar. El 30 de marzo de 1897, asumió interinamente el mando del 6.º Regimiento de Infantería, acuartelado en la capital. El 11 de mayo, ascendió a coronel y dos días después recibió el mando del 6.º Regimiento que había estado mandando hasta entonces como interino. El 27 de octubre de 1898, se lo nombró jefe del Estado Mayor. Se mantuvo en este puesto hasta el 15 de marzo de 1899, cuando pasó a servir en el Ministerio de Defensa en un puesto administrativo. Pese a que le disgustaba el trabajar en oficinas, dio muy buena impresión al personal del ministerio, que luego lo recordaba como muy estricto y puntual. Se lo trasladó nuevamente a Valjevo el 17 de octubre de 1900 y se le entregó el mando de una de las brigadas de infantería de la División del Drina. Por error, el 11 de noviembre se lo transfirió a Zaječar, a mandar otra brigada de infantería, esta vez de la División de Timok. Dejó constancia de su preferencia por el mando de unidades frente al trabajo del Estado Mayor, que creía debilitador para los oficiales.
El 18 de agosto de 1901, Stepanović fue nombrado coronel del Estado Mayor y el 11 de noviembre ingresó en el mando del Ejército. El 15 de diciembre de 1902, pasó a un puesto principal del Estado Mayor. El rey Alejandro lo condecoró con la Orden de la Cruz de Takovo de segunda clase. Stepanović siguió dando clases de historia militar y dio una serie de conferencias sobre las guerras napoleónicas de 1796-1805. También era el redactor de la revista militar Ratnik (Guerrero).
El asesinato del rey en mayo de 1903 no afectó a la carrera de Stepanović. Tras el golpe de Estado, asumió primero la jefatura del departamento común del Ministerio de Defensa y luego el mando de la División de Šumadija. A causa de estos ascensos, muchos historiadores han creído que había tomado partido por los confabulados que derrocaron y asesinaron al rey Alejandro, pese a que él mismo aclaró que no participó en absoluto en el cambio de dinastía. Tras su ascenso al trono serbio, Pedro I le entregó a Stepanović la Orden de la Estrella de Karadjordje de tercera clase el 29 de junio de 1904. Como ya había hecho el general Đura Horvatić, Stepanović implantó a partir de entonces en su división un reglamento inspirado en el del Ejército prusiano, muy estricto y que castigaba con dureza cualquier falta.
En la primavera de 1906, se descubrió en Kragujevac, donde Stepanović tenía el cuartel general de su División de Šumadija, una conspiración, llamada la «confabulacióna de los cabos», que algunos historiadores creen que se debió a la estricta disciplina que aplicaba aquel. En la maquinación participaron una treintena de oficiales de la guarnición que habían planeado apoderarse de los principales edificios públicos de la ciudad y detener a Stepanović. Cuando se descubrió la conjura el 30 de abril, Stepanović ordenó el arresto de treinta y un oficiales. Aunque trató de detener a algunos más, el ministro de Defensa Radomir Putnik se lo impidió. Para Stepanović fue un baldón en su carrera y, según él, el momento más duro de ella.

## Ministro de Defensa y preparativos para las guerras balcánicas
Stepa Stepanović ascendió a general el 29 de junio de 1907 y permaneció al frente de la región militar de Šumadija. Nikola Pašić formó un nuevo Gobierno el 12 de abril de 1908, en el que incluyó a Stepanović al frente del Ministerio de Defensa. Durante su periodo al frente del ministerio, este trató de modernizar las Fuerzas Armadas y sustituir los viejos fusiles Mauser. También compró nuevos cañones a Francia. Sin embargo, Stepanović se opuso a la compra de ametralladoras; creía que las formaciones de tiradores eran más eficientes que las nuevas ametralladoras.
En octubre de 1908, tras la anexión austrohúngara de Bosnia, se produjeron grandes protestas en Serbia y Montenegro. Muchos ciudadanos exigieron que se declarase la guerra a Austria-Hungría. Stepanović advirtió que ni el país ni el Ejército estaban listos para librar una guerra y que entrar en conflicto requeriría grandes preparativos diplomáticos, financieros y militares. Estas declaraciones fueron muy criticadas, incluso en la prensa. En consecuencia, fue destituido y quedó en el Consejo de Ministros como ministro sin cartera a principios de 1909. Ese mismo año colaboró intensamente con Putnik en los preparativos militares del Ejército. A comienzos de 1910, se le hizo jefe de la región militar del Morava y se dedicó a preparar a la división correspondiente para el combate.
A principios de marzo de 1911, recuperó la cartera de Defensa. Poco después, el príncipe Alejandro Karađorđević comenzó a sospechar de él, creyendo que simpatizaba con Dragutin Dimitrijević Apis, el cabecilla de la Mano Negra, del que se rumoreaba que deseaba cambiar la dinastía e imponer un príncipe extranjero en el trono serbio. Alejandro acudió a ver a Stepanović y exigió que se trasladase tanto a Dimitrijević como al mayor del Estado Mayor Milovan Milovanović Pilac lejos de la capital. Stepanović le respondió que lo consultaría con el rey, a lo que Alejandro respondió presentando su renuncia a sus derechos al trono a su padre, que no la aceptó.
Para cuando Stepanović recuperó el puesto de ministro de Defensa, el Gobierno serbio estaba convencido de que las grandes potencias iban a dividir los Balcanes y que la población cristiana del Imperio otomano estaba a punto de rebelarse. Durante su segundo periodo al frente del ministerio de Defensa, el Gobierno serbio firmó varios acuerdos con otras naciones balcánicas, que originaron la Liga Balcánica. Stepanović, junto con el general Putnik y el coronel Živojin Mišić, diseñaron los planes de movilización y operativos del Ejército para una guerra contra el Imperio otomano. En el otoño de 1912, el Gobierno de Milovan Milovanović dimitió tras la muerte de este; le sucedió al frente del Consejo de Ministros Marko Trifković, en el que Putnik obtuvo la cartera de Defensa.

## Primera guerra balcánica

### Primeras operaciones
Cuando estalló la primera guerra balcánica, Stepanović obtuvo el mando del 2.º Ejército, cuyos efectivos eran sesenta mil soldados y ochenta y cuatro cañones. La unidad se desplegó en la zona de Kyustendil-Dupnitsa y lo integraban tanto la 1.ª División Timok como la 7.ª División de Infantería (Rila) búlgara. Tenía por misión acometer la retaguardia otomana antes de que los hiciese el 1.er Ejército serbio.
El 17 de octubre de 1912, Putnik comunicó a Stepanović que el país había declarado la guerra al Imperio otomano. Le ordenó que condujese su ejército hacia la frontera, pero que no cruzase hasta que recibiese la orden de hacerlo. El alto mando búlgaro, por el contrario, ordenó al jefe de la División Rila, Gueorgui Todorov, que la cruzase y marchase contra Blagoevgrad y Delčevo, que efectivamente conquistó. Stepanović, por su parte, felicitó a la división aliada, a cuyos miembros llamó «héroes».
El 18 de octubre, la División de Timok atacó las posiciones enemigas en Rujen-Crni, y tomó esta última al día siguiente. El día 21, el alto mando serbio ordenó a la división que avanzase hacia Kumanovo. Como desconocía que el batallón del mayor Dobrosav Milenković ya había ocupado Kriva Palanka sin tener que combatir, Stepanović se aprestó a conquistar la ciudad, lo que originó cierto retraso innecesario en las operaciones. El grueso de la división atravesó el desfiladero de Krivorečka sin encontrar resistencia de los otomanos. A media mañana, el Regimiento de Caballería de la división se enzarzó en un combate a unos cinco kilómetros de Stracin, que consiguió ocupar al anochecer. De nuevo, Stepanović no fue informado de la conquista, así que ordenó tomar la población al día siguiente, lo que suscitó nuevos retrasos en el avance de la división. La conquista de Stracin permitió que el 1.er y el 2.º ejércitos entrasen en contacto y pudiesen prepararse para el asalto a Kumanovo, que fue el siguiente objetivo de las operaciones.

### La batalla de Kumanovo
Ignorando que el enemigo se había concentrado en Kumanovo, Stepanović ordenó a la División de Timok que avanzase hacia la localidad la madrugada del 23 de octubre. Al mismo tiempo, ordenó a la 7.ª División que tomase Kočani también el día 23 y que luego enviase un contingente a apoderarse de Štip. La madrugada del 23 la División de Timok atacó Kratovo, acción que dio principio a la batalla de Kumanovo.
Por su parte, el general Todorov, siguiendo las instrucciones de su alto mando, envió un batallón para conquistar Kočani, que defendía toda una división otomana. Mientras la División de Timok se dirigía a Kumanovo, Stepanović recibió información de Ovče polje y Kočani de que refuerzos otomanos se dirigían a Kratovo. Con esta información, instó al jefe de la División de Timok a que se apresurase a tomar esta localidad y se fortificase al sur de ella. Tras alcanzar Kratovo, el colonel Kondić decidió que los soldados necesitaban descansar de la marcha, lo que permitió a los otomanos Crni, que defendían una unidad búlgara y una compañía serbia.
Stepanović informó al alto mando de la actuación de las dos divisiones, y este le ordenó que la 7.ª tenía que apoderarse a toda costa de Kočani y a la de Timok, de Crni Vrh. Al mismo tiempo, recibió noticia de los combates que se estaban librando en Kumanovo, que le sorprendieron y le hicieron temer por la División Timok, aunque esto no impidió que tratase de colaborar con el 1.er Ejército. Ordenó a la División de Timok que conquistase Crni vrh el 24; la posición cayó en manos serbias el 25.
Al día siguiente el alto mando informó a Stepanović de que había aceptado que la División de Timok quedase a disposición del Gobierno búlgaro, aunque Stepanović mantendría el mando del ejército conjunto. Stepanović traspasó el 14.º Regimiento serbio a la 7.ª División búlgara y ordenó al general Todorov que marchase hacia la desembocadura del Bregalnica para cortar la retirada otomana hacia Prilep; a continuación, solicitó permiso para trasladar su cuartel general de Kriva Palanka a Štip, desde donde creía que podría dirigir mejor las operaciones.
Tras llegar a Kratovo, recibió un despacho de Todorov en el que este le comunicaba que, de acuerdo a las órdenes que había recibido del alto mando búlgaro, esta dirigiéndose hacia Serres y Demir Hisar. En consecuencia, Stepanović decidió regresar a Kriva Palanka y aprestar algunas unidades para colaborar con la maniobra de Todorov.

### Asedio de Adrianópolis
Stepanović llegó con su Estado Mayor a Mustafa Pasha (una estación ferroviaria a las afueras de Adrianópolis) el 6 de noviembre de 1912 y se puso en contacto enseguida con el jefe del 2.º Ejército búlgaro, el general Nikola Ivanov, encargado del asedio de la ciudad otomana. Stepanović fijó su cuartel general en Mustafa Pasha, donde ya se hallaba el de Ivanov.
El 3 de diciembre se firmó el armisticio con los otomanos. Stepanović trató de mantener la disciplina y la disposición de la tropa. Durante el armisticio, consiguió mejorar el abastecimiento de su ejército. El alto mando búlgaro aceptó enviar suministros a los serbios, pero Stepanovi no quedó satisfecho con su calidad, por lo que exigió que esta mejorase. Al no llegar a un acuerdo con el mando búlgaro, solicitó al alto mando serbio que fuese él el que se encargase del abastecimiento de sus hombres, necesario para mantener su salud y su ánimo. Tras dos meses de preparativos, el 24 de marzo de 1913 comenzó el asalto de Adrianópolis, que duró tres días. La División de Timok se hizo con toda la zona norte del campo de batalla en menos de una hora, pese a no contar con artillería y sufrir el grueso de los bombardeos enemigos.
Al final del día se decidió que a la noche la noche del día siguiente se emprendería la eliminación de las defensas enemigas. Cuando comenzó la operación, los otomanos trataron de recuperar terrero en el sector de la División de Timok, infructuosamente. El general Stepanović contempló el ataque desde un altozano situado tras la División del Danubio. Nikola Aranđelović, encargado del telégrafo, describió la escena:

Solo como una estatua, el general Stepanović avanzó hacia las trincheras de sus compatriotas, campesinos de la 7.ª Compañía: gente de Kumodraž, Mokri Lug, Avala y Kosmaj; de vez en cuando aplaudía y exclamaba: «¡Bravo, hijos míos! ¡Bravo, héroes míos!»

A las 5.30 a. m., Stepanović ordenó el asalto final para ayudar al embate búlgaro más al este; el sector búlgaro quedó controlado hacia las 8 a. m. A las 8.30 a. m., dos oficiales otomanos acudieron al 20.ª Regimiento serbio a negociar en nombre de Shukri Bajá. Al no recibir respuesta alguna, el bajá envió a su ayudante al regimiento serbio con un mensaje en el que solicitaba tratar con el general Stepanović. Este respondió que no tenía autorización del mando para parlamentar, y que lo solicitaría al general Ivanov. Mientras, la División de Timok tomó las defensas enemigas y la del Danubio, Papas-tepe. Stepanović se trasladó a la retaguardia de la División del Danubio y a las 11 a. m. llegó a Bekčitepe, cerca de Marash, que había conquistato el 4.º Regimiento serbio. A las 11:30 a. m., oficiales búlgaros se presentaron en el cuartel general de Shukri Bajá; este se rindió al general Ivanov a las 12:15 p. m., pero volvió luego a su cuartel general. una hora más tarde fue hecho prisionero por los serbios.
Tras la conquista de Adrianópolis, Stepanović formó un grupo multinacional que penetró en la ciudad el 27 de marzo. Unos días después ordenó erigir un monumento en recuerdo a los combatientes de la batalla de Maritsa. Poco después, preparó la vuelta del ejército a Serbia. Tuvo que amenazar a los búlgaros con regresar a pie para obtener de ellos los trenes necesarios para el traslado, que se produjo entre el 1 de abril y el 9 de mayo.

## Primera Guerra Mundial

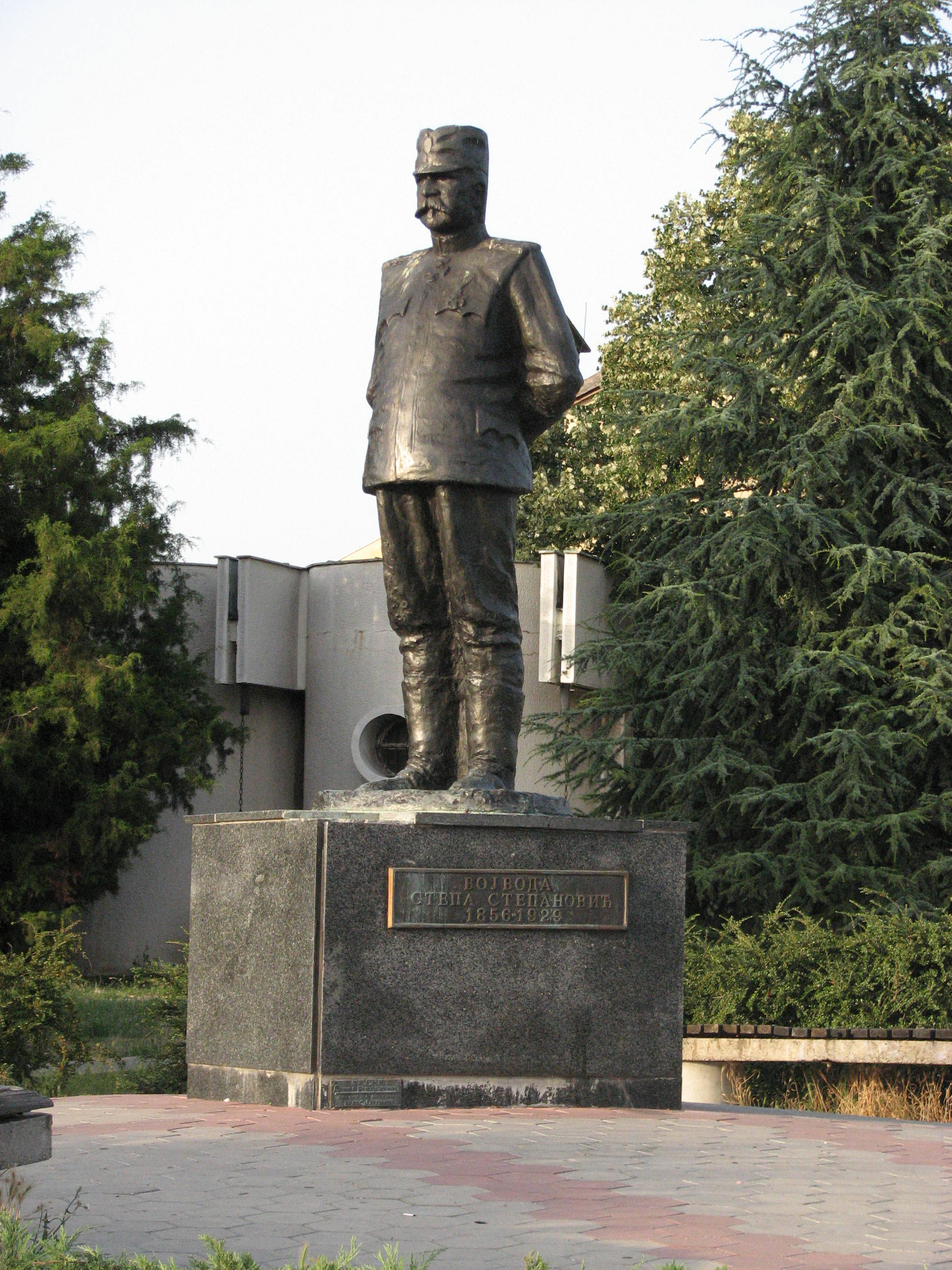
Monumento en honor de Stepanović en Kumodraž.

Al comienzo de la Primera Guerra Mundial, sustituyó temporalmente al jefe del Estado Mayor, Radomir Putnik, que se hallaba retenido en Austria-Hungría. Se encargó por tanto de la movilización del Ejército. Tras el regreso al país de Putnik, retomó el mando del 2.º Ejército.
Durante la guerra, dirigió a las unidades serbias que vencieron al enemigo en la batalla de Cer, en la que su 2.º Ejército venció al 5.º Ejército austrohúngaro. Para alcanzar el campo de batalla, sus soldados tuvieron que realizar marchas forzadas. La batalla supuso la primera victoria de los Aliados en la guerra y le supuso a Stepanović el ascenso a mariscal de campo. Su ejército participó también en las posteriores victorias en el Drina y Kolubara y en la vana defensa del país en 1915.
En 1918 mandó nuevamente el 2.º Ejército en la ofensiva aliada en Macedonia en la que se logró quebrar las líneas enemigas el 15 de septiembre. El 2.º Ejército avanzó hasta la frontera búlgara y, tras la rendición búlgara del 29 de septiembre, viró hacia el oeste y penetró en Bosnia y alcanzó el Adriático.
Permaneció en activo hasta finales de 1919, cuando pasó al retiro tras haber sido jefe del Ejército. Falleció en Čačak el 29 de abril de 1929.